# Фолкландски рат
Фолкландски рат је вођен 1982. између Аргентине и Уједињеног Краљевства за превласт око Фолкландских Острва.
Ова острва су британска колонија, али Аргентинци их сматрају својим поседом (називају их Малвинска острва). Треба запазити да је то био први рат у којем је виђено активно учешће поморских снага после Другог светског рата.

## Позадина
У периоду који је претходио рату, а посебно након преноса власти између војних диктатора генерала Хорхеа Рафаела Виделе и генерала Роберта Едуарда Виоле крајем марта 1981, Аргентина се нашла усред разорне економске стагнације и великих грађанских немира против војне хунте, која је владала земљом од 1976. У децембру 1981. десила се нова промена у аргентиском војном режиму доласком на власт хунте на челу са генералом Леополдом Галтијеријем (вршиоцем дужности председника), бригадира Базилија Ламија Доза и адмирала Хорхеа Анаје. Анаја је био главни творац и заговорник војног решења дугог спора око острва, пошто је сматрао да Уједињено Краљевство неће одговорити војним путем.
Нова владајућа војна хунта је започела планове за окупацију острва у намери да скрене пажњу јавности са тешке економске ситуације. Прва непријатељства су почела 19. марта 1982. када се група аргентинских радника искрцала на острво Јужна Џорџија.

## Рат
2. априла аргентинске инвазионе снаге искрцале су се и освојиле Фолкланде. Већ наредног дана британска премијерка, Маргарет Тачер је наредила војни одговор на преузимање острва и УН је усвојила резолуцију 502. Британски војни бродови су 5. априла испловили из луке Портсмут.
Средином априла РАФ је формирао ваздухопловну базу Вајдвејк на острву Асенсион у централном Атлантику. Састав ове ваздухопловне базе чинили су британски бомбардери Вулкан, летећи танкери типа Виктор и ловачки авиони F-4 Фантом. Ускоро је на острво стигла и оперативна група британске Краљевске ратне морнарице која је на њему извршила последње припреме за рат. Мања поморска група одмах је упућена у правцу окупираног британског острва Јужна Џорџија са задатком да га ослободи. 

### Поновно заузимање острва Јужна Џорџија
Британске снаге које су упућене ка острво Јужна Џорџија чиниле су специјалне јединице састављене од командоса (42 Commando), САС и СБС (јединица опремљена специјалним чамцима). Овом борбеном формацијом командовао је мајор Гај Шеридан из краљевских маринаца. Основни задатак групе био је да се искрца на острво и изврши извиђање. По обављеном извиђању снаге краљевских маринаца стационираних на броду РФА Тајдспринг извршиле би десант на острво. Прво британско пловило које је стигло до острва била је подморница ХМС Конкверор, класе Черчил. Наредног дана британски авион Хендли Пејџ Виктор опремљен радаром за мапирање терена извршио је ваздушно извиђање изнад острва. Прве јединица САС-а искрцале су се 21. априла на острво али је лоше време које је проузроковало и неколико хеликоптерских несрећа онемогућило допремање појачања.
Дана 23. априла британске поморске снаге у близини острва повукле су се на пучину због опасности од напада аргентинских подморница које су примећене у близини. Противподморнички хеликоптери са британских бродова започели су 24. априла потрагу за непријатељским подморницама. 25. априла је лоцирана аргентинска подморница Санта Фе која је била укотвљена у близини обале. У нападу који је убрзо уследио, а који су извели британски хеликоптери, подморница је толико оштећена да је њена посада одлучила да је напусти. Суочен са аргентинским снагама које су биле појачане члановима посаде уништене подморнице и знајући да је главнина британских снага још увек на мору, мајор Шеридан прикупио је 75 својих људи и одлучио да изврши директан напад на непријатеља. После краћег усиљеног марша у правцу аргентинске базе и припреме за напад којој је претходио бараж бродске артиљерије, аргентински војници су истакли беле заставе. Целокупни гарнизон који је чинило 140 војника и чланова посаде подморнице, предао се британским снагама.

### Ваздушни напади
Борбена дејства против аргентинских снага на Фолкландским острвима започела су 1. маја ваздушним нападом британских бомбардера Авро Вулкан V, на аеродром Стенли. Бомбардери средњег домета, типа Авро Вулкан који су били намењени за дејства на европском ратишту, нису имали потребан долет за напад на циљеве на Фолкландским острвима. Због тога је било потребно извршити неколико пуњења горивом у ваздуху. Како су британски ваздушни танкери били прерађени бомбардери Виктор са сличним долетом било је неопходно да се и они допуне горивом током лета. Због тога је било потребно 11 ваздушних танкера Виктор како би се омогућило да само два бомбардера Авро Вулкан досегну свој циљ. На крају је само један британски бомбардер напао циљеве на аеродрому Стенли али је то било довољно да увери аргентинске команданте да су Британци способни да изврше ваздушне нападе и на копнени део Аргентине због чега су све ловачке снаге одмах повучене са острва. Напад је представљао стратешки успех зато што је отерао главнину аргентинских ваздухопловних снага са острва. У даљем току рата аргентинско ратно ваздухопловство дејствовало је са аргентинског копна због чега је расположиво време за напад на британске циљеве било значајно смањено. Такође, аргентински авиони су приликом напада на циљеве на острву морали прво да прелете британску поморску оперативну групу што је у великој мери повећавало могућност да буду оборени. 
Иако су аргентински ловци повучени са острва, аеродром Стенли је остао у функцији до самог краја рата. Сваке вечери, под окриљем ноћу, аргентински транспортни авиони Ц-130 Херкулес летели су до острва и назад, допремајући потребне залихе, муницију и гориво и евакуишући рањенике. 
Само неколико минута након напада бомбардера Вулкан на аеродром Стенли на Фолкландима, уследио је напад девет авиона Си Харијер са носача авиона ХМС Хермес. Си Харијери су касетним бомбама напали аеродром Стенли и малу травнату писту код Гус Грина. У оба напада уништено је неколико аргентинских авиона и оштећена аеродромска инфраструктура. 
У међувремену, аргентински Миражи из 6. групе извршили су напад на британске снаге. У борби која је уследила Харијери са носача авиона ХМС Инвинсибл оборили су четири аргентинска Миража. Аргентинци су такође изгубили и један мираж из 8. групе док је други оштећен, а затим оборен пријатељском ватром изнад аеродрома Стенли.

### Потапање аргентинске лаке крстарице Белграно
Дана 2. маја лака аргентинска крстарица Генерал Белграно, ветеран из Другог светског рата, потопљена је дејством британске нуклеарне подморнице ХМС Конкверор, која је у нападу користила торпеда такође из Другог светског рата зато што модерна торпеда Тајгерфиш нису била довољно поуздана. У овој акцији живот је изгубио 321 аргентински морнар. Потапање крстарице Белграно ојачало је положај аргентинске војне хунте и пружило повод за радост међу противницима сукоба коју су тврдили да се крстарица удаљавала од подручја поморске блокаде око Фолкландских острва. Крстарица је дефинитивно било изван зоне поморске блокаде око острва и удаљавала се од ње. Ипак, према међународном праву, током ратних операција, правац кретања ратног брода нема никаквог утицаја на његов статус. Неколико година касније објављено је да је информација о положају крстарице добијена захваљујући совјетском шпијунском сателиту који је преузет од норвешке обавештајне станице Фаске само да би касније био предат Британцима.
Без обзира на контроверзе око потапања ова акција је имала значајан стратешки ефекат. После потапања крстарице Генерал Белграно, читава аргентинска флота се вратила у луке где је и остала све до завршетка сукоба. Два разарача која су била у пратњи несрећне крстарице, као и аргентинска поморска оперативна група образована око носача авиона Вентисинко де Мајо (25. мај), такође су се повукли из оперативне зоне чиме је окончана директна претња за британске поморске снаге. Напад на крстарицу Белграно био је други случај подморничког торпедног напада од завршетка Другог светског рата и први пут да је то учинила нуклеарна подморница. 
Британски историчар, Сер Лоренс Фридман је у свом последњем делу Званична историја Фолкланда изнео тврдњу да је информација о кретању аргентинске крстарице Белграно прекасно стигла до британске команде. Према његовим изворима, ни Маргарет Тачер, ни британски кабинет нису били упознати са чињеницом да је крстарица Белграно променила правац кретања пре него што је потопљена.

### Потапање британског разарача ХМС Шефилд
Два дана након потапања аргентинске крстарице Белграно, 4. маја британски разарач ХМС Шефилд погодила је аргентинска противбродска ракета Егзосет, француске производње. ХМС Шефилд и још два разарача истог типа били су истурени испред британске поморске оперативне групе како би вршили радарско извиђање и дејствовали по аргентинским авионима пре него што досегну главнину снага. Британске бродове је прво уочио аргентински патролни авион П-2 Нептун. По пријему информације о положају непријатељских бродова, са аргентинског копна су полетела два авиона француске производње Дасо Супер Етандар, наоружани сваки са по једном противбродском ракетом Егзосет. Недуго након полетања авиони су допунили гориво из ваздушног танкера Ц-130 Херкулес, а затим су прешли у низак режим лета како би избегли да их открију британски радари. Након што су се пропели на већу висину и извршили радарски захват циља, аргентински авиони испалили су оба пројектила са раздаљине од око 30-50 km. Један пројектил је промашио разарач ХМС Јармут који је активирао заштитне мере. Други пројектил је погодио разарач ХМС Шефилд у централни део. Иако бојева глава није експлодирала, од последице удара и пожара који је избио погинуло је 22, а рањено 24 морнара. Посада која није успела да локализује пожар напустила је брод. Брод је горео следећих шест дана да би потонуо 10. маја док га је шлеповао разарач ХМС Јармут. Престали бродови повучени су са овог истуреног положаја услед чега је овај правац остао отворен за напад аргентинске авијације на британску поморску оперативну групу у близини Фолкландских острва.
Потапање разарача ХМС Шефилд изазвало је доста интересовања у британској штампи. Разарач Шефилд био је изузетно модеран брод, опремљен савременим системом за одбрану од противбродских ракета који је био сачињен не само од пасивних мера заштита (разних врста лажних мамаца и средстава за ометање система за навођење противбродских ракета) већ и активном компонентом заштите коју су чинили савремени радарски навођени амерички противракетни топови типа Вулкан Фаланкс. У питању су вишецевни топови калибра 20 mm који користе радар да би пратили не само радарски одраз ракете, већ и путању пројектила испаљених из топа. Савремени систем за аутоматско нишањење поклапа ова два одраза и на тај начин обара ракету. Велика брзина паљбе омогућава овим топовима да испале велики број граната у путању ракете и на тај начин створе одбрамбени штит око брода. Ови топови били су повезани са бродским рачунаром који је на основу радарске слике вршио идентификацију циља и одређивао да ли ће се по њему дејствовати или не. Због тога је британска јавност, а нарочито војни стручњаци, била запањена када је чула вест о потапању овог брода. Касније су се у новинским написима појавиле непроверене тврдње да је бродски систем који врши идентификацију циљева био подешен да противбродску ракету Егзосет идентификује као пријатељски циљ, због чега нису биле активиране одбрамбене мере. Овакво објашњење сасвим је логично уколико се зна да се у то време у наоружању британске морнарице налазила иста противбродска ракета типа Егзосет. Међутим, остаје неразјашњено како је ХМС Јармут, разарач исте класе као ХМС Шефилд успешно активирао одбрамбене мере и избегао аргентински ракетни напад.

### Напад на острво Пебл
14. маја британски САС је извео напад на острво Пебл које се налази на северном ободу Фолкландских острва. Мета напада била је аргентинска мобилна радарска станица која се налазила на острву. Поред радарске станице напад је извршен и на оближњу травнату писту на којој је била стационирана јединица Аргентинског ратног ваздухопловства наоружана лаким борбеним авионима типа Пукара, намењеним за уништавање циљева на земљи. Присуство аргентинских борбених авиона на острву представљало је потенцијалну опасност за предстојеће искрцавање британских снага на Фолкланде. Још један од разлога за напад на ово острво био је тај што су ову писту користили аргентински транспортни авиони Ц-130 Херкулес које су ноћу снабдевали аргентинске снаге и одвозили рањенике на копно. 
У ноћи 14/15. маја британски хеликоптери искрцали су на острво 45 припадника САС-а и морнаричког официра задуженог за управљање ватром бродске артиљерије. Јединица је подељена у две групе; нападачка група која је требало да изврши препад на аеродром и група за подршку која је требало да веже на себе аргентински гарнизон и да омогући повлачење нападачке групе.
Напад је почео дејством групе за подршку која је уз помоћ ватре бродске артиљерије приморала аргентинске војнике да потраже заклон у рововима. Користећи ефекат изненађења нападачка група изашла је на писту и поставила експлозивна пуњења на радарску инсталацију и авионе на писти. У експлозијама које су уследиле уништено је 6 Пукара, један Шорт Скајвен и још пет лаких летелица (највероватније школских авиона Аеромаки и хеликоптера Пума). Пукаре су онеспособљене тако што су експлозивна пуњења постављена у кокпит авиона како би експлозије уништиле инструменте који би могли да се искористе да се мање оштећени авиони поново оспособе за летење. У нападу је такође уништена радарска станица као и складиште муниције.
Приликом повлачења аргентински гарнизон је напао британске јединице али је овај контранапад прекинут када је аргентински официр који га је предводио погинуо. Приликом ове акције лакше су рањена два припадника САС-а.
Поред значајне материјалне штете коју је нанео, британски напад на острво Пебл приморао је аргентинске војне команданте на острву да издвоје додатне снаге за обезбеђење војних инсталација на острву које су биле потенцијална мета напада.
Аргентински авиони Мираж су 1. маја напали британске бродове који су се приближили острвима док су Херијери британске морнарице бомбардовали главни град острва Порт Стенли. До догађаја са највише погинулих је дошло после, када је британска подморница ХМС Конкерор потопила аргентинску крстарицу Генерал Белграно. Ту је погинуло више од 200 морнара. 7. маја УН су ушле у мировне преговоре који су пропали неколико дана касније. 21. маја прве британске јединице су започеле искрцавање на острва и до краја месеца дошле на 40 km од Порт Стенлија. Након сталних британских бомбардовања и падобранских десаната око Порт Стенлија последње аргентинске снаге су се предале 14. јуна.
Фолкландска острва враћена су у британске руке. 1983. аргентинска војна влада је срушена након протеста група за људска права и ветерана.